# Атлант (анатомія)

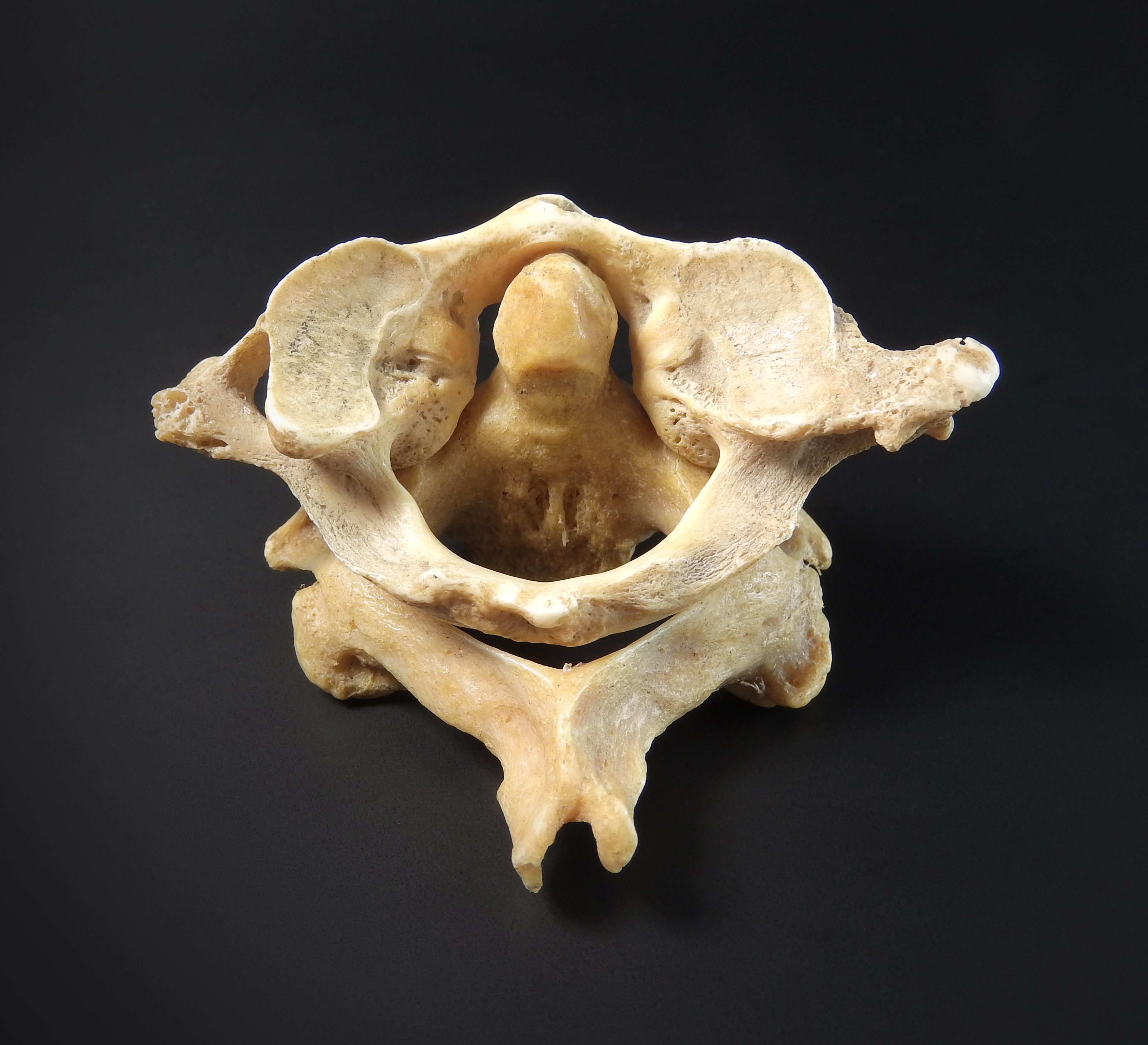
Атлант (згори) і епістрофей

Атла́нт, або а́тлас (лат. atlas, род. відм. atlantis) — перший шийний хребець у хребетних, крім риб, який з'єднується з потиличною кісткою черепа. Названий на честь Атланта з грецької міфології. Позначається «C-1» (від лат. collum — «шия»).

## Морфологія
Має вигляд кільця і може обертатися навколо зубоподібного відростка осьового хребця (епістрофея), що дає їм змогу повертати голову в різні боки. У атласа розрізняють бокові маси, передню і задню дуги. На передній дузі є суглобова ямка для з'єднання із зубом епістрофея. Від бокових мас відходять поперечні відростки з отворами, через які проходить хребетна артерія, яка живить головний мозок. На верхній поверхні бокових мас є суглобові ямки, посередництвом яких атлант з'єднується із суглобовими виростами потиличної кістки черепа, утворюючи атлантно-потиличний суглоб, на нижній поверхні — суглобові площини для сполучення із суглобовими поверхнями, що лежать на тілі епістрофея.
У хребця немає остистого відростка (його залишок — задній горбик дорзальної дуги) і суглобових відростків. Середня частина тіла цього хребця відділилась від нього і приросла до 2-го, утворивши на ньому зуб. Є лише залишки тіла у вигляді латеральних мас, від яких відходять дорзальна і вентральна дуги хребця. На останній є передній горбик. На верхній і нижній поверхнях латеральних мас знаходяться суглобові ямки. Верхні утворюють атланто-потиличні суглоби, нижні — атланто-епістрофейні.